# Poiana Largului, Neamț
Poiana Largului este un sat în comuna Poiana Teiului din județul Neamț, Moldova, România. Se află pe malul lacului de acumulare Izvorul Muntelui.
 Acest articol despre o localitate din județul Neamț este deocamdată un ciot. Puteți ajuta Wikipedia prin completarea lui.